# Estigmene aureacosta
Estigmene aureacosta är en fjärilsart som beskrevs av Bethune-Baker 1911. Estigmene aureacosta ingår i släktet Estigmene och familjen björnspinnare. Inga underarter finns listade i Catalogue of Life.